# Givaudan (bedrijf)

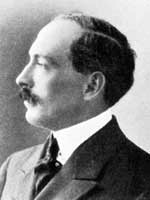
Leon Givaudan

Givaudan is een Zwitserse producent van geur- en smaakstoffen. Sinds 2008 is het 's werelds grootste fabrikant in de industrie. Het bedrijf is beursgenoteerd aan de SIX en maakt deel uit van de Swiss Market Index aandelenindex.

## Activiteiten
Givaudan is een grote producent van geur- en smaakstoffen. Na het Amerikaanse International Flavors and Fragrances is het de grootste producent wereldwijd. De omzet wordt in bijna gelijke delen bereikt met de verkoop van geur- en smaakstoffen. De geurstoffen worden geleverd aan fabrikanten van persoonlijke verzorgingsproducten, zoals zeep en parfums, en wasmiddelen. De smaakstoffen worden verwerkt in dranken, hartige en zoete levensmiddelen en melkproducten. Het bedrijf is wereldwijd actief en telt bijna 17.000 medewerkers. De belangrijkste verkoopregio's zijn Europa, Noord-Amerika en Azië en de omzet in de thuismarkt Zwitserland was minder dan 100 miljoen frank in 2024.

### Givaudan in Nederland
De onderneming heeft in Nederland een grote vestiging in Naarden, het voormalige hoofdkwartier van Quest International. Givaudan nam Quest International in 2007 van het Britse Imperial Chemical Industries ICI over. Quest was toen de op vier na grootste producent van geur- en smaakstoffen ter wereld en met de overname versterkte Givaudan haar leidende positie. In Barneveld is een kleinere vestiging, alleen gericht op smaakstoffen. Givaudan telt in Nederland ongeveer 630 medewerkers.

## Geschiedenis
Givaudan werd in 1895 opgericht in het Zwitserse Vernier door de broers Léon en Xavier Givaudan als parfumerie, is in 1898 verhuisd, maar binnen Genève en opende dat jaar wel een fabriek in Vernier. Het kocht in 1948 Ersolko SA, waarmee Givaudan een grote onderneming in de smaakindustrie werd. Givaudan werd in 1963 door Roche overgenomen en dat kocht in 1964 een van Givaudans concurrenten Roure.
Roche heeft in mei 2000 het bedrijf weer zelfstandig gemaakt. De aandeelhouders van Roche kregen de aandelen Givaudan in handen in een transactie die op US$ 4 miljard werd gewaardeerd. Givaudan kreeg op hetzelfde moment een eigen beursnotering. Givaudan behaalde in 1998 een winst van 263 miljoen Zwitserse frank op een omzet van ruim twee miljard frank. Givaudan had destijds een wereldmarktaandeel van 17% in geur- en smaakstoffen.
Givaudan kocht in maart 2018 een aandelenbelang van 40,6% in het Franse Naturex. Naturex heeft vergelijkbare activiteiten als Givaudan en telt 1700 medewerkers verdeeld over 16 productievestigingen. In 2017 behaalde het een omzet van 405 miljoen euro. Givaudan deed vervolgens een succesvol bod op alle overige aandelen van Naturex. In september 2018 werd de beursnotering van het Franse bedrijf beëindigd.
In december 2021 kocht Givaudan het Amerikaanse bedrijf DDW, The Color House, een niet-beursgenoteerde onderneming en producent van natuurlijke kleurstoffen. het bedrijf telde op het moment van de overname 315 medewerkers, verdeeld over 12 productie vestigingen in zeven landen.